# Sverdlîkove, Novoarhanhelsk
Sverdlîkove (în ucraineană Свердликове) este o comună în raionul Novoarhanhelsk, regiunea Kirovohrad, Ucraina, formată numai din satul de reședință.

## Demografie
Componența lingvistică a comunei Sverdlîkove
     Ucraineană (94,52%)
     Rusă (5,01%)
Conform recensământului din 2001, majoritatea populației comunei Sverdlîkove era vorbitoare de ucraineană (94,52%), existând în minoritate și vorbitori de rusă (5,01%).